# Camaiore
Camaiore est une ville d'environ 31 000 habitants, située près de Viareggio dans la province de Lucques, en Toscane dans l'Italie centrale.

## Géographie
Camaiore est située à 6,75 km de Pietrasanta.

## Personnalités
- Guido Papini (1847-1912), violoniste et compositeur italien
- Assunta Marchetti (1871-1948), religieuse et fondatrice des Sœurs scalabriennes pour les migrants, béatifiée en 2014.
- Zita de Bourbon-Parme (1892-1989), princesse de Parme, impératrice-reine d'Autriche-Hongrie
- Nicola Larini (1964-), pilote automobile

## Administration
| Période                                  | Période  | Identité          | Étiquette     | Qualité |
| ---------------------------------------- | -------- | ----------------- | ------------- | ------- |
| 29 mai 2007                              | En cours | Giampaolo Bertola | Centro-Destra |         |
| Les données manquantes sont à compléter. |          |                   |               |         |

### Hameaux
- Circinscriptions : Camaiore Centro, Capezzano Pianore, Lido di Camaiore, Frazioni Collinari (Seimiglia, Vallata del Lucese, Vallata del Lombricese, Colli di Monteggiori, Pedona);
- frazioni : Capezzano, Casoli, Fibbialla, Fibbiano Montanino, Gombitelli, Greppolungo, La Culla, Lido di Camaiore, Lombrici, Marignana, Metato, Migliano, Monteggiori, Montemagno, Nocchi, Orbicciano, Pedona, Pieve di Camaiore, Pontemazzori, Santa Lucia, Santa Maria Albiano, Torcigliano, Valpromaro

### Communes limitrophes
Lucques, Massarosa, Pescaglia, Pietrasanta, Stazzema, Viareggio

### Évolution démographique
Habitants recensés

## Jumelages
- Rovinj (Croatie) depuis 1990
- Überherrn (Allemagne) depuis 2000
- L'Hôpital (France) depuis 2000
- Carpentras (France) depuis 2009